# 육만오천오백삼십칠각형

육만오천오백삼십칠각형

육만오천오백삼십칠각형(六萬五千五百三十七角形)은 다각형의 하나로, 65537개의 변과 65537개의 꼭짓점을 가진 도형이다. 내각의 합은 11796300°, 대각선의 개수는 2147450879개이다.
특별한 점이 있다면, 정65537각형은 컴퍼스와 자 작도가 가능한 도형이다.

## 성질
정65537각형의 형상은 변의 수가 매우 많기 때문에 거의 원에 가깝다. 정65537각형의 외각의 크기는
{\displaystyle {\frac {360^{\circ }}{65537}}\approx {0.005493^{\circ }}\approx 19.775''}
이고, 내각의 크기는 약 179.99450692°이다. 반지름이 1인 원에 내접하는 정65537각형의 면적은
{\displaystyle {\frac {65537}{2}}\sin {\frac {2\pi }{65537}}\approx 3.141592648777}
이고, 이 원의 면적인 원주율에 지극히 가까운 수치이다. 한 변의 길이는
{\displaystyle 2\sin {\frac {\pi }{65537}}\approx 0.00009587}
이다. 예를 들면, 가로, 세로 200미터의 영역에 가능한 크게 정65537각형을 그려도, 한 변의 길이는 1 센티미터 미만(약 9.58 밀리미터)밖에 안 된다.

## 작도 가능성
65537은 {\displaystyle 2^{2^{4}}+1}의 형태로 알려져 있는 페르마 소수이다. 카를 프리드리히 가우스는 1801년에 출판한 《산술 연구》에서 {\displaystyle p}가 페르마 소수라면 정{\displaystyle p}각형은 자와 컴퍼스로 작도 가능함을 증명했다. 반대로, 소수 {\displaystyle p}에 대해서 정{\displaystyle p}각형이 작도 가능하면 {\displaystyle p}는 페르마 소수라는 것도 증명했다. 알려져 있는 페르마 소수는 가우스 이전부터
3, 5, 17, 257, 65537 (OEIS의 수열 A19434)
뿐이며, 이것이 전부라고 예상되고 있다.
정65537각형이 컴퍼스와 자로 작도 가능하다는 일은 1의 65537제곱근
{\displaystyle \cos {\frac {2\pi }{65537}}+i\sin {\frac {2\pi }{65537}}\approx 0.9999999954042+0.0000958723362i}
의 실수부와 허수부가 모두 유리수로부터 시작해 사칙연산 및 제곱근을 취하는 계산을 유한한 횟수로 조합해 표현할 수 있는 것을 의미한다.

## 작도법
가우스는 결과적으로 정65537각형이 작도 가능하다는 것을 증명했지만, 구체적인 작도법을 준 것은 아니다. 그 증명 및 배경을 잘 이해하면 원칙적으로는 작도법을 이끌 수 있지만, 이는 방대한 작업이다. 독일의 요한 구스타프 헤르메스는 10년의 세월을 걸쳐 정65537각형의 작도법을 조사해 1894년에 계산의 요지만의 보고를 학술지에 발표했다. 200쪽을 넘는 원고는 괴팅겐 대학교에 보관되어 있다.

## 같이 보기
- 페르마 수
- 컴퍼스와 자 작도